# Église Saint-Edmond de la Ronde-Couture
L'église Saint-Edmond est située dans le quartier de la Ronde-Couture, à Charleville-Mézières, dans le département des Ardennes. C'est un lieu de culte installé à l'étage d'un complexe plus vaste.

## Historique
L'église Saint-Edmond est rattachée à la paroisse Saint-Lié SaintPierre de la Vence comme l'église Saint-Lié de Mohon située à proximité.

## Description
La nef et le chœur, dirigés vers le sud, forment un seul espace de plan carré.
Le rez-de-chaussée est construit en béton armé dont les empreintes du coffrage sont intentionnellement visibles. L'étage est bâti en parpaing de béton. Sur la partie supérieure des murs sont ouvertes des baies de forme rectangulaire.
La sacristie est délimitée dans l'angle gauche du chœur.